# Конвертоль
Конвертоль (рос. конвертоль, англ. convertol, нім. Konvertol) — різновид процесу масляної агрегації. Опрацьований і використовувався в 50-ті роки XX ст. Відмінна особливість — застосування як реагента-зв'язуючого важких масел.
В першому варіанті процесу, реалізованому на стендовій установці в м. Ганновері, вихідний матеріал (вугілля 0—1 мм, зольністю 20—27 %) змішували з важким мазутом (витрати 3—10 мас.%), нагрітим до 80 °C, і водою в мішалках «мультілікс», потім суміш розріджували (концентрація пульпи 50—60 %) і ґранулювали в диспергаторі-млині «Тевтонія». Продукт ґрануляції розділяли на фільтрувальній центрифузі. Концентрат мав зольність 8 %, відходи (тверда фаза фугату) — 87—91 %. Вологість концентрату — 7—11 %.
За другим варіантом процесу, реалізованим в дослідно-промисловій установці продуктивністю 5 т/год (Ґладбек, 1950-ті роки) вихідну пульпу перемішували з важким мазутом в ударно-відбивному млині. Вихідне вугілля зольністю 12—28 % мало підвищений вміст фракцій 0—0,06 мм — до 65 %. Витрати реагента-мазуту становили 4—15 мас.%, зольність концентрату — 8—18 %, зольність відходів 60—69 %. У аналогічному варіанті, реалізованому на дослідно-промисловій установці на вугільно-збагачувальній фабриці «Mathias Stinnes», фугат піддавали флотаційному очищенню від залишків масел та ретуру.
Процес конвертоль використовувався обмежено — в умовах неможливості ефективної флотації тонкодисперсних фракцій вугілля та технологічної прийнятності подальшої переробки омасленого концентрату.